# Lauro (cognome)
Lauro è un cognome di lingua italiana.

## Varianti
Il cognome non presenta varianti.

## Origine e diffusione
Il cognome è tipicamente calabrese, siciliano, campano e lucano.
Potrebbe derivare dal toponimo Lauro; alternativamente potrebbe derivare dal prenome Lorenzo e costituire una variante del cognome Lorenzi.

## Persone
- Achille Lauro – armatore e politico italiano
- Achille Lauro – cantautore italiano
- Antonio Lauro – vescovo italiano